# Sazdice
Sazdice és un poble i municipi d'Eslovàquia que es troba a la regió de Nitra, al sud-oest del país. La primera menció escrita de la vila es remunta al 1261.

## Demografia
| Godina             | 1994 | 2004   | 2014   | 2024   |
| ------------------ | ---- | ------ | ------ | ------ |
| Nombre de persones | 461  | 440    | 478    | 433    |
| Diferència         |      | −4,55% | +8,63% | −9,41% |

| Godina             | 2023 | 2024   |
| ------------------ | ---- | ------ |
| Nombre de persones | 441  | 433    |
| Diferència         |      | −1,81% |